# Diecisiete
Diecisiete és una pel·lícula de comèdia i drama de l'any 2019, dirigida i escrita per Daniel Sánchez Arévalo i protagonitzada per Biel Montoro, Nacho Sánchez, Lola Cordón, Itsaso Arana i Chani Martín.

## Argument
Héctor és un noi de 17 anys que porta dos anys intern en un centre de menors. Insociable i poc comunicatiu, a penes es relaciona amb ningú fins que s'anima a participar en una teràpia de reinserció amb gossos. En ella estableix un vincle indissoluble amb un gos, al que anomena Ovella. Però un dia el gos és adoptat i Héctor es mostra incapaç d'acceptar-ho. A pesar que li queden menys de dos mesos per a complir el seu internament en el règim, decideix escapar-se per a anar a buscar-lo amb l'ajuda del seu germà Ismael.

## Repartiment
- Biel Montoro com Héctor
- Nacho Sánchez com Ismael
- Lola Cordón com Cuca
- Itsaso Arana com Esther
- Chani Martín com Ignacio
- Iñigo Aranburu com Román
- Kandido Uranga com Cura
- Javier Cifrián com Amo desballestament
- Mamen Duch com Jutgessa
- Daniel Fuster com Gasoliner
- Jorge Cabrera com Professor
- Carolina Clemente como Rosa

## Curiositats
- És el cinquè llargmetratge del director Daniel Sánchez Arévalo conegut per Azuloscurocasinegro, Gordos, Primos i La gran familia española.
- La pel·lícula va ser rodada en Cantàbria, Comunitat natal del director.[3]
- Va ser estrenada en el Festival Internacional de Cinema de Sant Sebastià 2019 en el seu 67 edició.[4]
- És el primer llargmetratge de Sánchez Arévalo on no compta amb cap actor que hagi aparegut en altres de les seves pel·lícules, especialment alguna intervenció d'Antonio de la Torre, Quim Gutiérrez i Raúl Arévalo.[5]

## Premis i nominacions
VII Premis Feroz
| Categoria      | Persona | Resultat |
| -------------- | ------- | -------- |
| Millor comèdia |         | Nominada |

XXXIV Premis Goya
| Categoria              | Persona       | Resultat |
| ---------------------- | ------------- | -------- |
| Millor actor revelació | Nacho Sánchez | Nominat  |

Premis José María Forqué
| Categoria          | Persona | Resultat  |
| ------------------ | ------- | --------- |
| Educació en valors |         | Guanyador |

Festival de Cinema d'Espanya de Tolosa de Llenguadoc
| Categoria            | Persona | Resultat  |
| -------------------- | ------- | --------- |
| Premi de l'Audiència |         | Guanyador |

Medalles del Cercle d'Escriptors Cinematogràfics de 2019.
| Categoria       | Nominats      | Resultat |
| --------------- | ------------- | -------- |
| Actor revelació | Nacho Sánchez | Nominat  |